# فلويد فيلدز
فلويد فيلدز (بالإنجليزية: Floyd Fields)‏ هو لاعب كرة قدم أمريكية أمريكي، ولد في 7 يناير 1969 في ماركهام في الولايات المتحدة.

## وصلات خارجية
- فلويد فيلدز على موقع مرجع كرة القدم المحترفة.كوم (الإنجليزية)